# Inden
Inden je cyklický uhlovodík se sumárním vzorcem C9H8. Tato kapalina je obvykle bezbarvá, ovšem některé vzorky mohou mít světle žluté zabarvení. Hlavním způsobem využití indenu je výroba inden/kumaronových termoplastických pryskyřic.

## Výskyt a izolace
Inden se přirozeně vyskytuje ve frakcích černouhelného dehtu vroucích při teplotě 175–185 °C. Lze jej získat zahříváním těchto frakcí se sodíkem za vysrážení pevného produktu. Tento postup využívá slabé kyselosti indenu, která se projeví deprotonací sodíkem za vzniku indenylového derivátu, jenž se přemění na inden parní destilací.

## Reaktivita
Inden se snadno polymerizuje. Oxidací této látky dichromany vzniká kyselina homoftalová (o-karboxyfenyloctová). Inden kondenzuje s diethyloxalátem za přítomnosti ethoxidu sodného na inden-oxalátový ester a s aldehydy a ketony tvoří za přítomnosti zásady benzofulveny. Reakcí indenu s organolithnými sloučeninami vznikají indenyllithné sloučeniny:
C9H8 + RLi → LiC9H7 + RH
Indenyl je ligand v organokovové chemii, který vytváří řadu komplexů s přechodnými kovy.